# (32766) Voskresenskoe
(32766) Voskresenskoe est un astéroïde de la ceinture principale.

## Description
(32766) Voskresenskoe est un astéroïde de la ceinture principale. Il fut découvert le 21 octobre 1982 à Naoutchnyï par Lioudmila Jouravliova. Il présente une orbite caractérisée par un demi-grand axe de 2,42 UA, une excentricité de 0,27 et une inclinaison de 5,5° par rapport à l'écliptique.

## Compléments